# CAF Kahlbaum

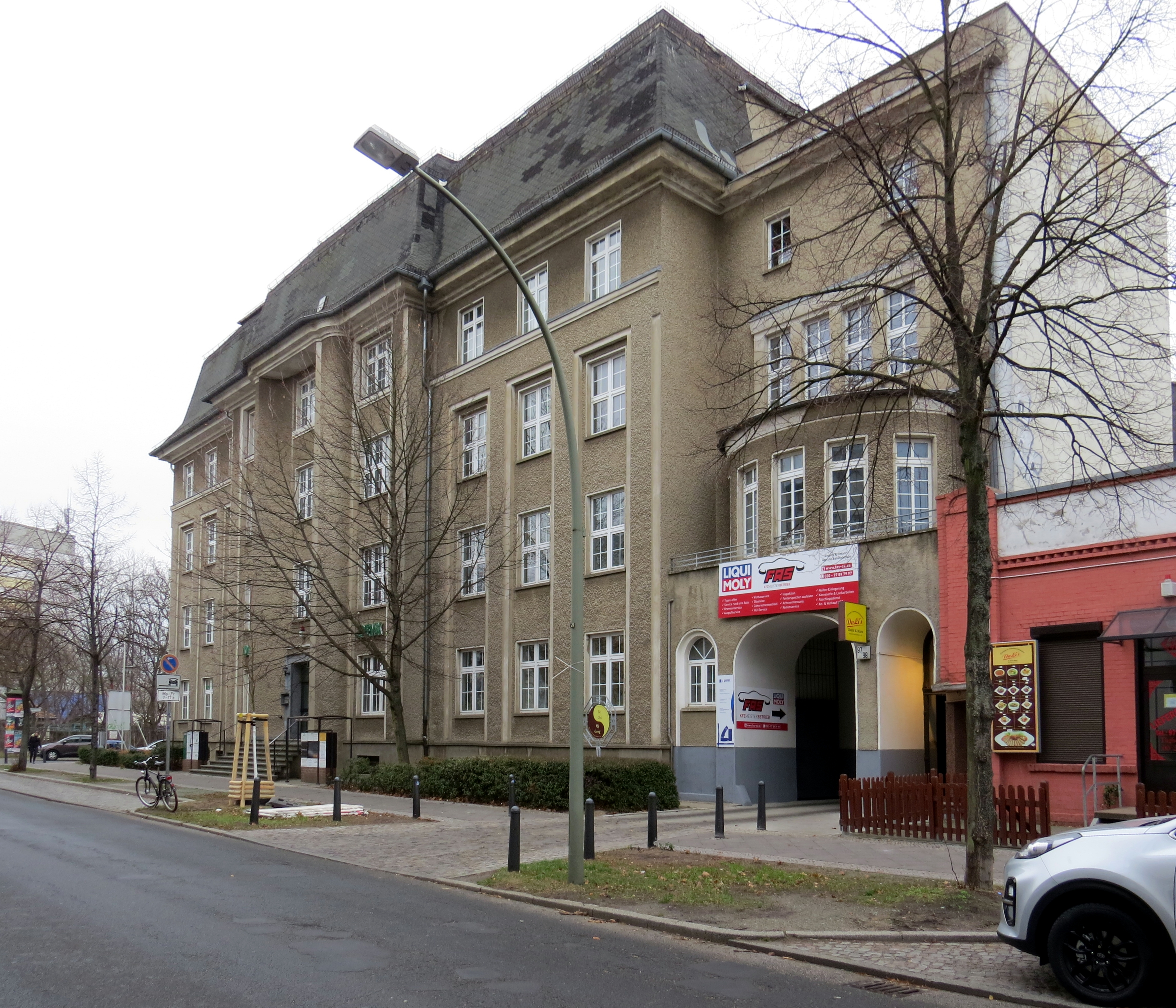
Denkmalgeschütztes ehemaliges Verwaltungsgebäude der Wein- und Likörfabrik CAF Kahlbaum in Berlin-Alt-Hohenschönhausen, Zustand 2018

Die Likör- und Spritfabrik CAF Kahlbaum war ein Spirituosenhersteller in Berlin. Sie wurde im Jahr 1818 von Carl August Friedrich Kahlbaum (1794–1872) als Fabrik für Alkohol-Präparate in Alt-Berlin gegründet. Die Kurzbezeichnung CAF Kahlbaum (abgeleitet aus den Anfangsbuchstaben des Firmengründers) wurde später als Handelsname benutzt und im Lauf der Entwicklung beibehalten. Nach Weitergabe in der Familie und etlichen Standortverlegungen ging CAF Kahlbaum schließlich 1960 im VEB Bärensiegel auf, der historische Name blieb noch einige Jahre auf Flaschenetiketten und auf Briefköpfen in Gebrauch.

## Vorgeschichte im 18. Jahrhundert
Eine Ersterwähnung des Namens Kahlbaum in Alt-Berlin fand im Jahr 1709 als Julius Kahlbaumsche Probierstube statt. Im Jahr 1799 enthält das Berliner Adressbuch einen Brauer Kahlbaum. Ob dieser Julius Kahlbaum ein früheres Familienmitglied des hier behandelten Carl August Friedrich K. ist, konnte bisher nicht ermittelt werden.
Darüber hinaus finden sich gegen Ende des 18. Jahrhunderts und in den folgenden Jahren in sehr vielen Straßen von Alt-Berlin Branntwein-Brenner oder Destillateure (Mudrichsgasse 1+2, 9, 10, 11; Mulackgasse 1–4; Münzstraße 3+12; Nagelgasse, …).

## 1818 bis um 1880
Mit der rapide wachsenden Bevölkerungszahl in Berlin und in den umgebenden Dörfern wurden Spirituosen, Bier und Wein immer stärker nachgefragt. So gründete auch der Kaufmann Carl August Friedrich Kahlbaum in seinem Wohnhaus Münzstraße 19 in Alt-Berlin die Destillerie Spritreinigungsanstalt und Likörfabrik. In der Cöpnickerstraße 96 wohnte und/oder praktizierte in der gleichen Zeit der Brandtweinbrenner C. L. Kahlbaum.
Zwei Personen mit dem Nachnamen Kahlbaum werden in den 1830er bis 1840er Jahren als Destillateure bzw. Branntweinbrenner in Alt-Berlin geführt: C.A.F., in der Münzstraße 19 und J. in der Mauerstraße 51.
Hier wird jedoch nur die Entwicklung des Unternehmens CAF Kahlbaum dargestellt. Zu Julius Kahlbaum siehe
Im Jahr 1847 hatte Carl August die Fabrik CAF Kahlbaum an seinen Sohn August Wilhelm Kahlbaum (1822–1884) übergeben. Dieser hatte schon zuvor eng mit einem Chemielabor zusammengearbeitet und in der Schlesischen Straße im Jahr 1870 eine zweite Produktionsstätte in der früheren Habelschen Zuckersiederei eröffnet, deren gesamte Immobilie er gekauft hatte. Hier wurden hauptsächlich Industriechemikalien hergestellt. A. W. Kahlbaum lieferte auch Geräte für die Alkoholherstellung und eigene Destillate aus Obst.
Der im Jahr 1853 in Berlin in der Familie Kahlbaum geborene Georg Wilhelm August studierte Naturwissenschaften, insbesondere Chemie und Physik, an den Universitäten Berlin, Heidelberg, Straßburg und Basel. In Basel erwarb Georg Kahlbaum den Doktortitel, übernahm aber 1884 die Leitung der in Berlin gelegenen Chemischen Fabrik von Kahlbaum. 1887 hatte er das Amt jedoch abgegeben und sich der wissenschaftlichen Seite der Naturwissenschaften zugewandt. Er erwirkte eine Zulassung als Privatdozent an der Uni Basel und unterrichtete hier. 1893 wurde er zunächst außerordentlicher Professor, 1899 zum Ordentlichen Professor berufen, verbunden mit der Leitung des Forschungslaboratoriums. Seine Forschungsergebnisse veröffentlichte er regelmäßig; für das Unternehmen CAF Kahlbaum trat er nicht mehr in Erscheinung.
Das Unternehmen CAF Kahlbaum ging 1879 vollständig an einen Enkelsohn des Firmengründers, Carl August Ferdinand Johannes Kahlbaum, über.

## Um 1880 bis 1922
Die Chemische Fabrik in der Schlesischen Straße, gelegen inmitten eines immer dichter besiedelten Wohngebiets, musste einen neuen Standort suchen, weil sich vor allem Anwohnerproteste wegen der Geruchsbelästigung häuften. Johannes Kahlbaum, nun Alleininhaber der Chemischen und der Spritfabriken fand im damaligen Berliner Vorort Adlershof eine geeignete Fläche von 120 Morgen und ließ dort ab 1880 nach Entwurf des Architekten Gustav Kraemer und seines Kreuzberger Laborleiters Adolph Bannow eine kleine chemische Fabrik errichten, die 1882 mit der Produktion von reinem Spiritus begann. Anfangs beschäftigte Johannes Kahlbaum in Adlershof 12 Mitarbeiter, die Reinstchemikalien für die Wissenschaft herstellten und die früher kaum genutzten Nebenprodukte der Alkohol-Rektifikation zu Trinkzwecken nutzbar machten. Schnell stieg die Nachfrage nach den Chemikalien und dem Trinkalkohol, so dass bereits die kleine Fabrikanlage kurze Zeit später einem Neubau am gleichen Standort (Glienicker Weg 11–15 Ecke Adlergestell) weichen musste. Außerdem expandierte Kahlbaum mit seinen Schnapsfabriken bald in weitere Berliner Vororte, darunter nach Lankwitz bei Berlin.
Kurze Zeit nach Produktionsbeginn des neuen Betriebes im Jahr 1906 als Chemische Fabrik Adlershof-Berlin starb Johannes Kahlbaum. Zu diesem Zeitpunkt waren bereits 400 Arbeiter und Angestellte dort beschäftigt und rund 1000 verschiedene Kahlbaum-Reagenzien waren auf dem Markt.
Die Chemiefabrik der Joh.-Kahlbaum-Erben war in der Vorbereitung des Ersten Weltkriegs an der Mitentwicklung chemischer Waffen beteiligt. Fritz Haber nahm darauf besonderen Einfluss; bekannt ist, dass der Sprengstoff TNT hier hergestellt wurde und auch das Gift Bromaceton, das die Bronchien reizte. In Unmengen angelieferter Haubitzengranaten wurde in der Chemiefabrik schließlich im August 1917 auch "Lost" abgefüllt. Ein größerer Brand auf dem Fabrikgelände beschädigte Teile der Produktionsanlage, die aber rasch wieder repariert wurden, weil die Erzeugnisse als kriegswichtig eingestuft waren.

Werbeanzeige CAFK im Berliner Adressbuch mit dem Gründungshinweis und der Adresse; 1914

In den Jahren 1918/19 erfolgten umfangreiche An- und Umbauarbeiten in Adlershof, unter anderem wurden ein weiteres Fabrikgebäude (Halle IV) und ein Mehrzweckbau (Gebäude 63/65) hinzugefügt sowie ein Ofenhaus mit besonders hohem Schornstein und modernster Verbrennungstechnik errichtet.
Unabhängig von den Chemieprodukten in Adlershof blieb eine Destillerie im Berliner Stadtzentrum bestehen, die jedoch aus der Münzstraße in die Kaiser-Wilhelm-Straße 18c (später umgeändert in Nr. 22; heute Rosa-Luxemburg-Straße 14) umsiedelte, wo es auch eine Verkaufseinrichtung gab (siehe Bild).
Die Erzeugnisse aller deutschen Spritfabriken erfuhren in diesen Jahren, vor allem nach dem Ersten Weltkrieg, eine wachsende Nachfrage.
Die Produktionsstätte in der Kaiser-Wilhelm-Straße bestand parallel zur Adlershofer Fabrik als Destillation und Spritfabrik. Chemische Fabrik stetig weiter; Inhaber waren nun die Joh.-Kahlbaumschen Erben.
Geschäftsführer der Chemischen Fabrik Kahlbaum in Adlershof, die auch als Branntweinabfertigungsstelle Adlershof firmierte, wurde Isidor Stern.

## 1922 bis um 1940
Anfang des Jahres 1922 fand eine Aufsplittung der Adlershofer Einrichtung statt, ein Teil des Betriebes wurde von den Oberschlesischen Kokswerken und Chemische Fabriken AG (kurz Breslauer Sprit genannt) erworben, die auch die chemische Fabrik Schering gekauft hatte. Fünf Jahre später fusionierten beide zur Schering Kahlbaum AG (Adlergestell 333). Diese Aktiengesellschaft hatte sich auf die Herstellung chemischer Produkte spezialisiert.
Im Zeitraum 1926 bis 1928 erwarb der verbliebene Betriebsteil CAF Kahlbaum wesentliche Aktienanteile an der Schultheiß-Patzenhofer AG.
Im Jahr 1927 übernahmen die Kahlbaumschen Erben den Berliner Likörproduzenten Hartwig Kantorowicz AG, die erweiterte Firma hieß nun Hartwig Kantorowicz – CAF Kahlbaum AG mit Sitz in Charlottenburg, Spandauer Chaussee 56–60 (seit 1950 Spandauer Damm). Um das eingebrachte Firmenkapital zu erhalten, trat jede Einrichtung auf dem Markt unter dem bisherigen Namen weiter auf; der Betriebsteil C. A. F. Kahlbaum firmierte als Likörfabrik und Weinbrennerei. Kantorowicz-Kahlbaum produzierten weiterhin Liköre und Fruchtsäfte und vertrieben diese sowie Weine und andere „Gegenstände verwandter Wirtschaftszweige“ nicht mehr als Konkurrenten. An prominenten Stellen wie dem Luna-Park unterhielten sie Likörpavillons.
In den 1930er Jahren hatte Schering den Adlershofer Betriebsteil von Kahlbaum vollständig übernommen, das kam beispielsweise in einem Briefkopf Schering (rote Versalien), überdruckt mit Schering-Kahlbaum AG (schwarze Versalien) und mit der nun alleingültigen Hauptanschrift Berlin N 65, Müllerstraße 170/172 zum Ausdruck. Zugleich wollte Schering von dem guten Ansehen und dem weltweiten Bekanntheitsgrad der Kahlbaumschen Reinchemikalien weiterhin profitieren. So verfiel das Management darauf, ein Buch mit dem Titel Die Kahlbaum Präparate in limitierter Auflage herstellen zu lassen und ab 1939 an ausgewählte Kunden bzw. potenzielle Käufer kostenlos zu vertreiben. In Deutschland waren das rund 20 Adressaten. Interessant ist insbesondere, dass das Werbebuch zugleich über die Handelsvertretung der UdSSR in Berlin (Berlin, W 15) an mehr als 30 sowjetische Universitäten und Hochschulen direkt versandt wurde. Nach der endgültigen Eingliederung kam die Bezeichnung SCHERING AG / ABTEILUNG LABOR-PRÄPARATE auf die Briefkopfbögen.

## Ab 1939: CAF Kahlbaum stellt sich neu auf

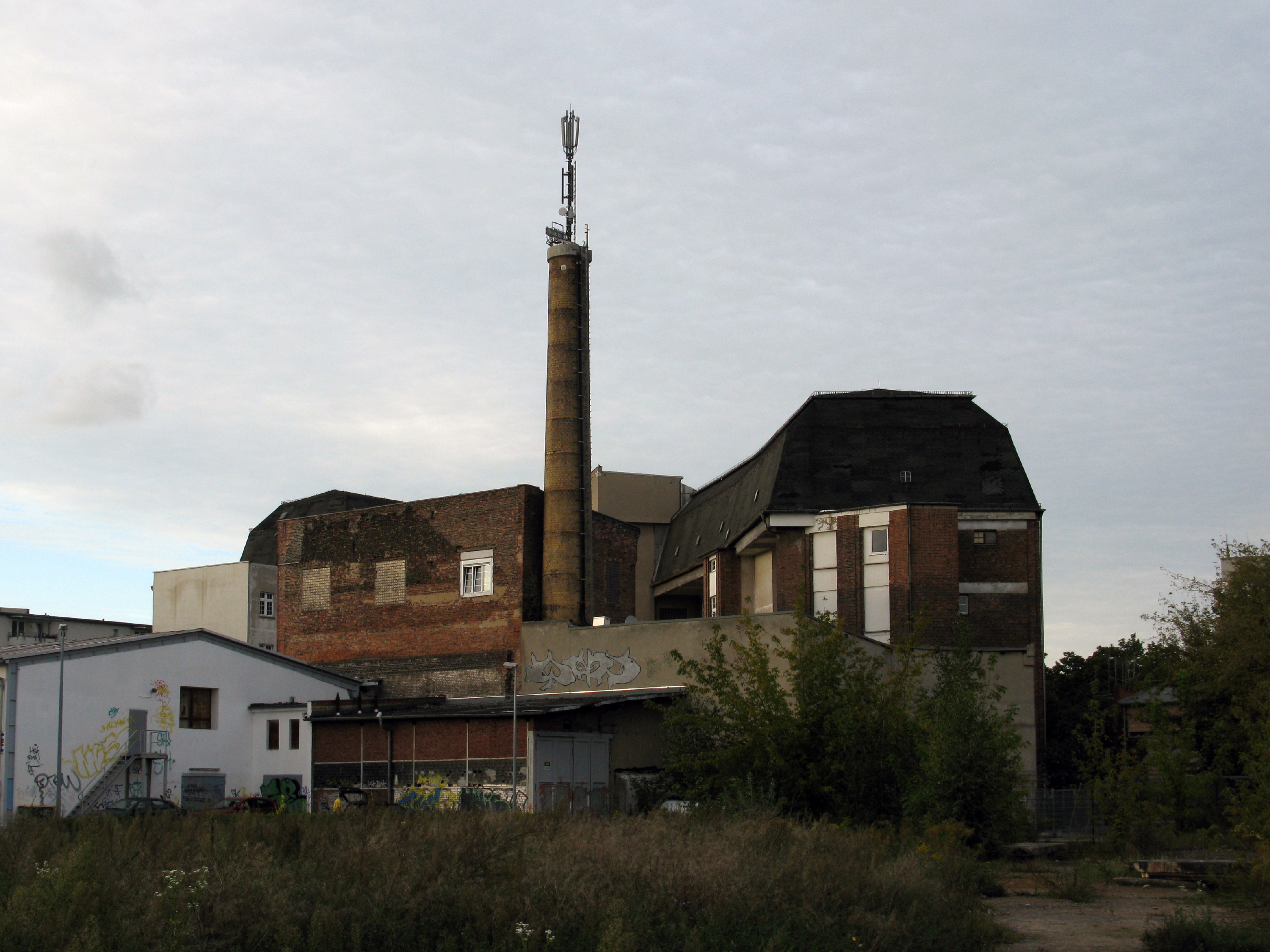
Denkmalgeschütztes Fabrikgebäude in der Große-Leege-Straße

Anfang der 1940er zog die CAF Kahlbaumsche Likörfabrikation von Charlottenburg nach Berlin-Hohenschönhausen in die Große-Leege-Straße 97/98, wie den Adressbüchern 1940 bis 1943 zu entnehmen ist.
Der neue Standort an der Ecke Bahnhofstraße war gut gewählt, hatte er doch einen Anschluss an die Industriebahn Tegel-Friedrichsfelde, was für die Materialan- und -abtransporte günstig war. Außerdem gab es hier bereits Fabrikgebäude, in denen in den 1920er Jahren Obst verarbeitet und Konserven hergestellt worden waren. In der Spandauer Straße in Charlottenburg verblieb der frühere Likörproduzent Kantorowicz.
Die Firma CAFK belieferte einige Händler exklusiv, so dass zum Beispiel in der Friedrichstraße 93 der Besitzer Carl Goly mit Kahlbaum – Alte Likörstuben und Flaschenverkauf warb (1942). Diese Adresse war eine frühere Filiale von Kantorowicz.

## Wiederaufnahme der Likörherstellung nach Kriegsende und Eingliederung weiterer Betriebe

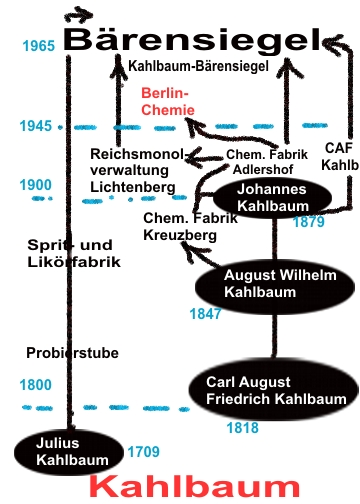
Firmenskizze der historischen Entwicklung

Die große Likörfabrik CAF Kahlbaum in Hohenschönhausen konnte ihre Produktion hier nach dem Krieg wieder aufnehmen. Es entstanden Kräuterliköre wie der Blackberry Superba, der Mazora-Triple-Sec, der Gold Orange und auch härtere Getränke wie der Kahlbaum-Whiskey.
Nach Gründung der DDR wurde aus der ehemaligen Aktiengesellschaft der VEB CAF Kahlbaum Likörfabrik, der im Berliner Stadtzentrum Verkaufseinrichtungen an historischer Stelle (K.-Liebknecht-Str. 60 [die frühere Produktions- und Verkaufsstätte] und Friedrichstr. 95) unterhielt.

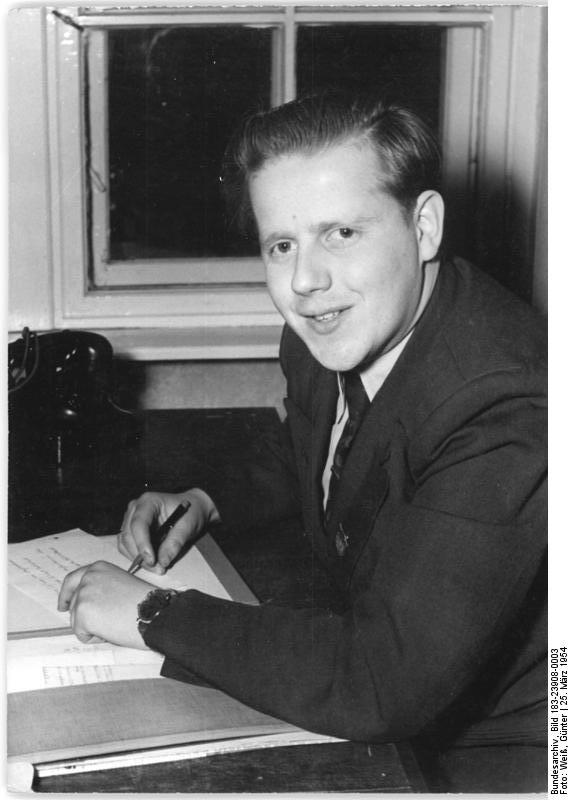
Arbeiter aus dem VEB Kahlbaum in Hohenschönhausen, 1954
Foto: Günther Weiß

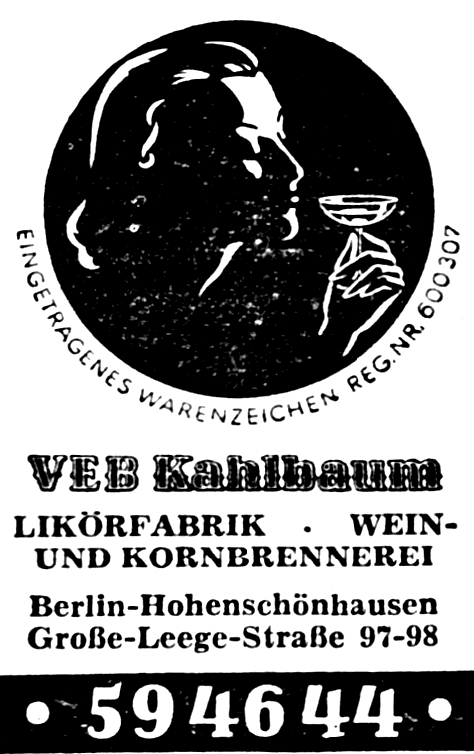
In den 1950er Jahren verwendetes Firmenlogo

Die vor dem Krieg bekannten und gut etablierten Alkoholika wie Wurzelpeter, Goldbrand oder Berliner Klarer wurden nun durch neue Kreationen, zum Beispiel Wodka und Weinbrand Auslese, ergänzt. Zum Betrieb gehörte auch eine eigene Getreidemühle.
Die aus dem Kahlbaumschen Erbe entstandene Likörfabrik vertrieb neben den Getränken auch Werbeartikel mit dem Firmenlogo, zum Beispiel Porzellan-Aschenbecher aus der Porzellanfabrik Ilmenau oder metallene Probierbecher in Form zierlicher Likörgläschen.
Im Jahr 1959 wies der VEB Kahlbaum folgende Betriebsstruktur auf: An der Spitze stand ein Werkleiter, ihm unmittelbar untergeben waren die Bereiche Abteilung Absatz, alle Abteilungsleiter aus der Produktion, Verkaufsinstrukteure, ein Betriebsarzt, eine Gütekontrollkommission, die Kaderabteilung, die Betriebsgewerkschaftsleitung, die Abteilung Kultur (mit Feriendienst, dem Unterhalt eines Kinderferienlagers), Sport (Unterhalt des Betriebssportvereins BSG Hohenschönhausen) und weitere wie ein Büro für Vorschlags- und Erfindungswesen. Der Gesamtbetrieb unterstand in dieser Zeit dem Berliner Kommunalen Großhandelsbetrieb Spirituosen und Tabakwaren. Als typische Erzeugnisse jener Zeit sind ein Eierlikör, ein Branntwein und ein Kornbrand zu nennen. Für den Branntwein wurden neue Brennapparate angeschafft, für den Korn wurde die Brennerei in Hohenschönhausen, Berliner Straße, eingerichtet. Zudem gab es Versuche zur Herstellung eines alkoholarmen Produkts (max. 20 % Alkoholgehalt).
Ab Juli 1959 übernahm Kahlbaum die Produktion des Kräuterlikörs Mampe Halb und Halb mit dem Schimmelgespann von der Firma Mampe, die bis 30. Juni 1959 treuhänderisch verwaltet worden war, ihre Produktion danach jedoch einzustellen hatte. Weil keine Rezeptur übergeben wurde, entwickelte Kahlbaum eine eigene. Für das neue Erzeugnis wurde ein Patent auf das Warenzeichen Schimmelgespann beantragt (und genehmigt), der Zusatz Mampe sollte entfallen.
Alle Erzeugnisse sollten ab sofort auch in gut verkäuflichen Kleinstflaschen von 0,05 l und 0,1 l abgefüllt werden, weswegen bei Kahlbaum eine technische Eigenentwicklung zur Herstellung der Flaschen erfolgreich abgeschlossen werden konnte.

## Ab 1959: Die Vereinigung mit Bärensiegel wird geplant
Der damalige Ost-Berliner Wirtschaftsrat fasste im Lauf des Jahres 1959 den Beschluss, die beiden bisher eher konkurrierenden Hersteller von hochprozentigen Alkoholika zusammenzuführen. Ab 1. Januar 1960 sollte zunächst die Verwaltung vereinheitlicht werden, ab 1. Januar 1961 war „die Gesamtproduktion beider Betriebe“ zusammenzufassen. Aber in einem entsprechenden Aktenvermerk heißt es dazu: „Um ein Absinken des Absatzes (zu) vermeiden, sollen die Kahlbaum- und Bärensiegel-Erzeugnisse gesondert weiter laufen.“

## Einige Umsatzzahlen beider Betriebe (1958 bis 1965)
- 1958: Kahlbaum: 29.200 hl (tatsächliches Ist)
 Im Geschäftsbericht von 1959 heißt es dazu, das „sei nur eine 50 %ige Auslastung wegen rückläufigen Absatzes“, weswegen die tägliche Produktion gedrosselt werden musste und Arbeitskräfte umgesetzt wurden. Andererseits mussten auch Verwaltungskräfte in der Produktion aushelfen, wenn eine saisonal stärkere Nachfrage erfolgte.

- 1959: Bärensiegel beschäftigte in diesem Jahr insgesamt 158 Personen. Die Verkaufszahlen der Bärensiegel-Liköre für das gesamte Gebiet der DDR, untergliedert nach Bezirken, zeigen folgende Aufteilung:[45]

| lf. Nr. | Bezirk         | Menge in hl | Prozent der hergestellten Menge |
| ------- | -------------- | ----------- | ------------------------------- |
| 1       | Rostock        | 1.486,360   | 06,1                            |
| 2       | Schwerin       | 685,460     | 02,8                            |
| 3       | Neubrandenburg | 1.328,910   | 05,4                            |
| 4       | Potsdam        | 1.986,720   | 08,1                            |
| 5       | Frankfurt/Oder | 1.738,980   | 07,1                            |
| 6       | Cottbus        | 717,810     | 02,9                            |
| 7       | Magdeburg      | 1.562,810   | 06,3                            |
| 8       | Halle          | 3.844,300   | 15,6                            |

| lf. Nr. | Bezirk          | Menge in hl | Prozent der hergestellten Menge |
| ------- | --------------- | ----------- | ------------------------------- |
| 09      | Erfurt          | 782,330     | 003,2                           |
| 10      | Gera            | 676,180     | 002,7                           |
| 11      | Suhl            | 386,550     | 001,6                           |
| 12      | Dresden         | 732,300     | 003,0                           |
| 13      | Leipzig         | 994,090     | 004,0                           |
| 14      | Karl-Marx-Stadt | 878,500     | 003,6                           |
| 15      | Berlin          | 06.793,150  | 027,6                           |
|         | gesamt          | 24.574,390  | 100                             |

Die vergleichsweise große Menge für Berlin wird mit der offenen Grenze zu West-Berlin erklärt, wodurch – aufgrund des günstigen aber illegalen Geldwechselkurses – regelmäßig größere Abkäufe in diese Richtung festzustellen waren.
- 1960: Kahlbaum: 28.750 hl und Bärensiegel: 24.600 hl
- 1961: (Addition) 54.000 hl
- 1962: 56.000
- 1963: 58.000
- 1964: 60.000
- 1965: 60.000

## Vereinigung zu VEB Kahlbaum/Bärensiegel Berlin
Die rückläufige Absatzentwicklung von 1958 veranlasste die Leitungen beider Betriebe, die Verwaltungen bereits ab 1. Oktober 1959 pro forma zusammenzulegen. – Die weiteren Schritte über die Fusion beider Betriebe (Termine, Standort, maschinelle Ausstattung, Kosten) wurde von einem Operativstab in der Zusammensetzung 3:3, also aus jedem der beteiligten Fabriken jeweils drei Personen, als Entscheidungsvorlage ausgearbeitet. Schließlich sollten noch einzeln einzureichende Reparatur- und Investpläne für die nächsten Jahre mitentscheidend werden.
Nach Abschluss aller Vorgänge, nach Ortsbesichtigungen und Vorgesprächen gab der Stab die Beschlussempfehlung, den erneuerten einzigen Berliner Spirituosenhersteller im Bezirk Weißensee in den Räumen des VEB Kahlbaum zu konzentrieren. Die Produktion am Standort von Bärensiegel in der Josef-Orlopp-Straße solle im 4. Quartal 1959 auslaufen.
Die endgültige Beratung am 15. September 1959 führte zu einer Umkehr der Empfehlung, weil „in diesem Betrieb (Bärensiegel) die weitaus besseren räumlichen, technischen und sozialen Voraussetzungen bestehen“, unter anderem durch:
- die Größe und die Lage des Betriebsgeländes (Kahlbaum umfasste 8300 m² Produktionsfläche, Bärensiegel 13.000 m²),
- Bärensiegel verfügt(e) über einen Leerflaschenhof mit überdachten Flaschenboxen; die Staatssicherheit erhob dagegen Geländeansprüche bei Kahlbaum in Hohenschönhausen,
- nur Bärensiegel hatte bisher eine Flaschenwäscherei,
- die Abfülleinrichtungen bei Bärensiegel lagen (liegen) logistisch günstiger,
- Bärensiegel bietet bessere Bedingungen bei der Fabrikation von Emulsions-Likören,
- die Lagermöglichkeiten der unvollendeten Produktion bei Bärensiegel sind besser,
- das Fertigwarenlager bei Bärensiegel liegt zu ebener Erde und ist zusammenhängend, bei Kahlbaum verteilt es sich auf zwei Etagen,
- bei Bärensiegel gibt es bessere Be- und Entlademöglichkeiten ohne Durchfahrt auf einen engen Fabrikhof wie bei Kahlbaum,
- spätere Betriebserweiterungen können leichter im Lichtenberger Gewerbegebiet erfolgen.

Es wurde aber beschlossen, die Brennerei von Kahlbaum in der Berliner Straße komplett dort bestehen zu lassen, sie solle jedoch Bestandteil des neuen Betriebes werden. Hier wurden Rohsprit, Korn- und Whisky-Feinsprit vorproduziert.
Als neuen Namen einigten sich alle Entscheidungsträger auf VEB Kahlbaum/Bärensiegel, Berlin-Lichtenberg, der am 1. Januar 1960 verbindlich wurde.
Der bedeutungsvolle Beschluss führte dazu, dass im Oktober 1959 ein Maßnahmeplan für die Zusammenlegung ausgearbeitet wurde, der zwei Etappen vorsah:
1. Verwaltungsmäßig und juristisch wird die Zusammenlegung unter dem neuen Namen zum 1. Quartal 1960 erfolgen, ein neuer Werkleiter muss dazu berufen werden und ein neuer Arbeitskräfteplan ist schnellstens auszuarbeiten. Schrittweise sind neue Etiketten zu entwerfen und zu drucken, desgleichen neue Briefbögen und die Außenwerbung ist abzustimmen,
2. die Produktionszusammenlegung soll zu Beginn des 2. Quartals wirksam werden, in Hohenschönhausen sollen aber in I/1960 noch 8000 hl Alkoholika erzeugt werden. Sechs Handwerker haben in II/1960 die Demontagen in Hohenschönhausen durchzuführen.

Der Magistrat wurde aufgefordert, bis zum 31. Januar 1960 zu bestimmen, „welchem Verwendungszweck die Gebäude des VEB Kahlbaum zugeführt werden sollen“.
Obwohl der Anlauf insgesamt recht holprig vonstattenging, zeigt der Geschäftsbericht für das Jahr 1960 positive Wirkungen wie:
- die Spriterzeugung konnte auf insgesamt 48.616,55 hl fast verdoppelt werden,
- die Transportwege verkürzten sich,
- Absatzgebiete veränderten sich, während in Berlin eine Steigerung auf 37,33 % erfolgte, wurden in Halle (10,43 %) und Rostock (4,29 %) weniger Kahlbaum-Bärensiegel Produkte verkauft.
- Die Gesamtzahl der Arbeitskräfte (AK) wurde auf 261 verringert, Planstellen waren aber für 283 AK vorhanden.

Im Jahr 1965 fusionierten schließlich noch Kahlbaum-Bärensiegel aus Lichtenberg, die Brennerei in Hohenschönhausen und der Gesamtkomplex von Bärensiegel Adlershof zum VEB Bärensiegel Berlin. Die Zentrale verblieb in der Josef-Orlopp-Straße.

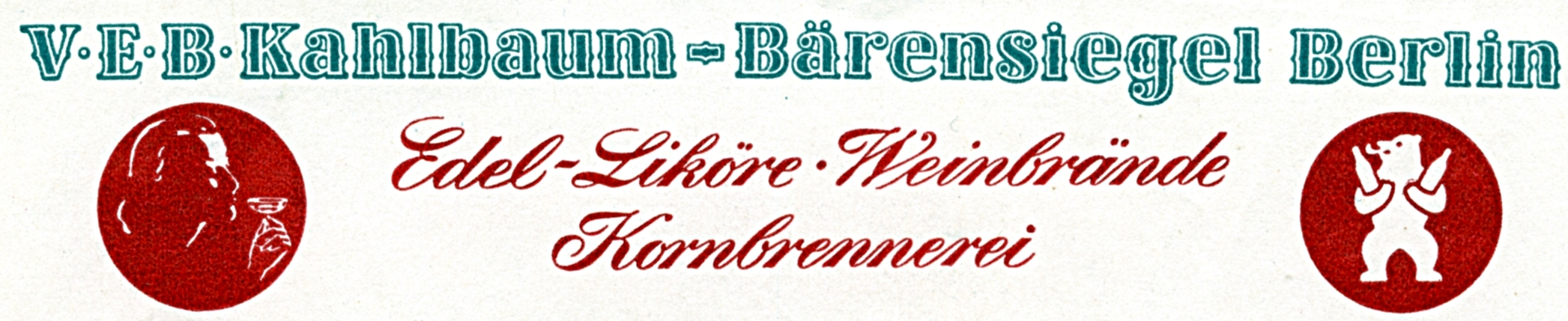
Briefkopfbogen nach der Fusion

Anfang 1961 hieß der Betrieb dann VEB Kahlbaum-Bärensiegel Berlin, die Adresse in der Große-Leege-Straße wurde nicht mehr im Telefonbuch angezeigt.
Von CAF Kahlbaum blieb zunächst nur der Namenszusatz Kahlbaum-Bärensiegel, auf den Flaschenetiketten waren die Herstellorte (Filialnamen) wie Kahlbaum-Bärensiegel Lichtenberg oder Hohenschönhausen erkennbar, doch bald gab es nur noch VEB Bärensiegel. Der fast 250 Jahre lang genutzte historische Firmenname verschwand nun rasch sang- und klanglos.
Der Gesamtbetrieb mit seinen später hinzukommenden Betriebsteilen, auch aus anderen Orten der DDR, entwickelte sich ab den 1960er Jahren zu einem der bedeutendsten Spirituosen-Hersteller in der DDR.

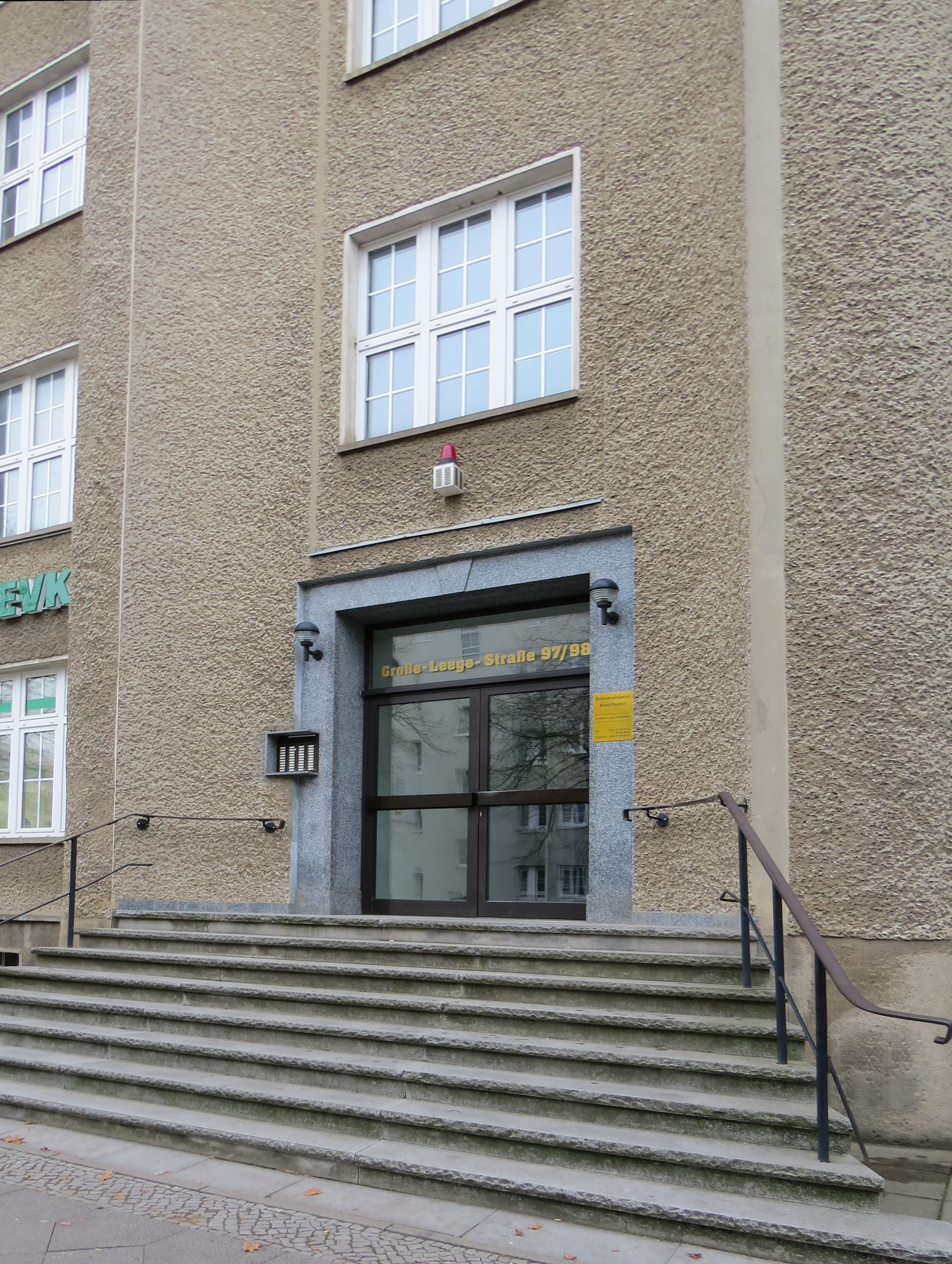
Portal des Geschäftshauses in der Große-Leege-Straße; 2018

Nach der Wende fanden sich für den ehemaligen Fabrikkomplex in der Große-Leege-Straße neue Nutzer: Das repräsentative Verwaltungsgebäude entlang der Straße wurde Eigentum der DEVK-Versicherung, die hier eine Filiale unterhält. In den Fabrikhallen und anderen Räumen kamen zahlreiche kleinere Unternehmen unter, darunter drei Rechtsanwälte, fünf Verwaltungen, mindestens vier Bildungs- und Serviceeinrichtungen und etwa fünf Handwerker und Dienstleister.